# Funicular dos Guindais

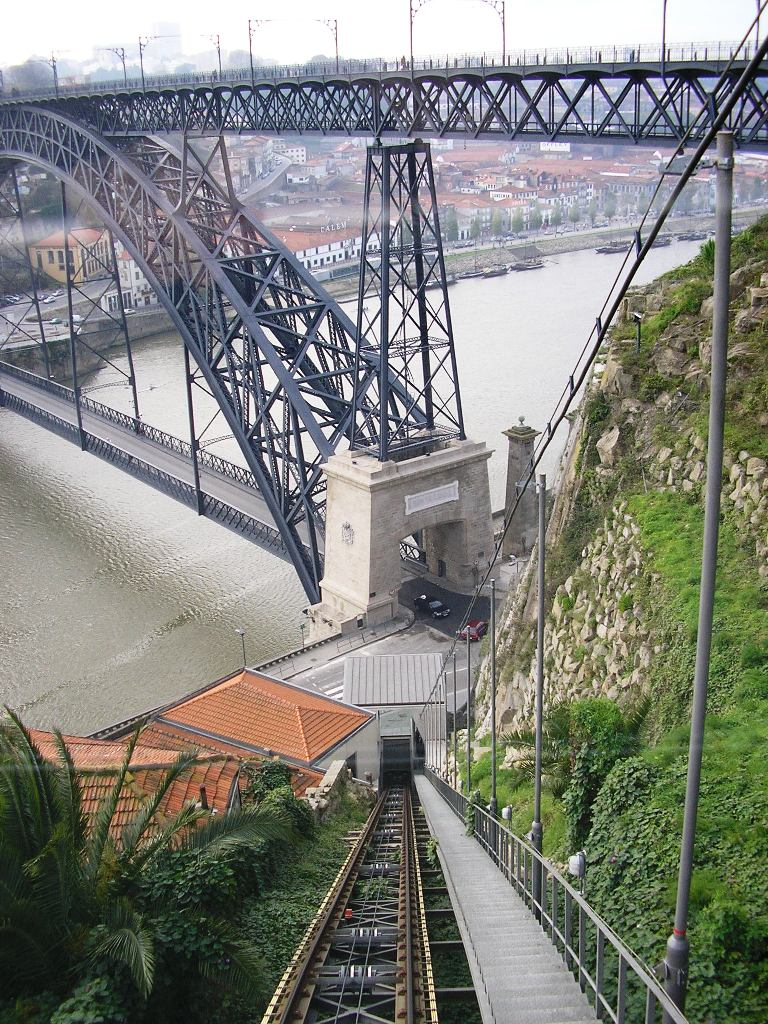
Widok z Funicular dos Guindais

Funicular dos Guindais – kolej linowo-terenowa, która znajduje się w mieście Porto, w Portugalii i łączy Praça da Batalha (Rua Augusto Rosa) z Ribeira (Av. Gustave Eiffel). Obsługiwana jest przez Metro w Porto.
Podróż między dwiema stacjami trwa 2 minuty i 30 sekund.
Od otwarcia w lutym 2004 roku do października 2013 roku przewiozła około 3,7 mln osób.